# Cassole
Pour l’article homonyme, voir Cassole (rivière).

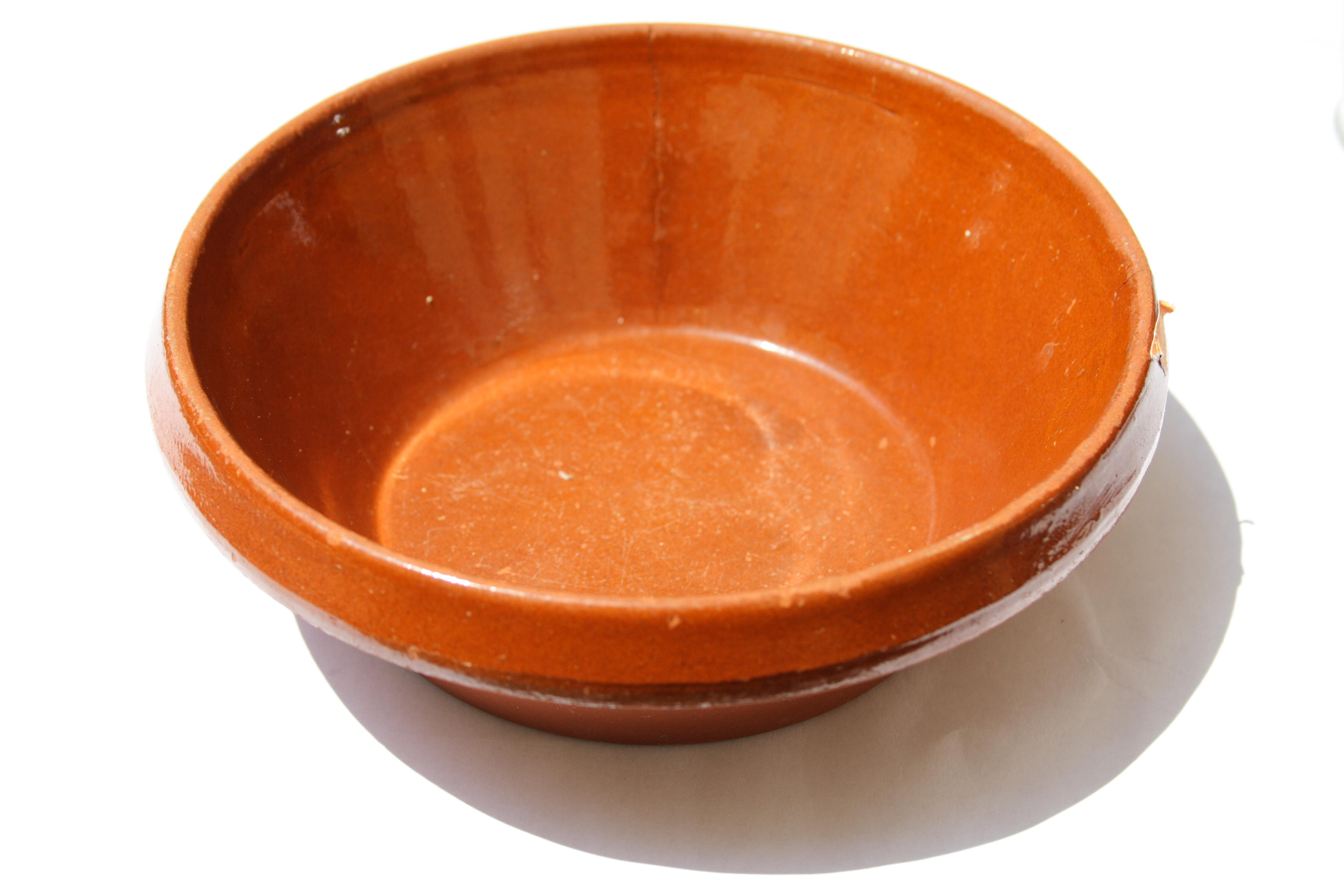
Cassole.

Une cassole (de l'occitan caçòla, « casserole », « terrine ») est un récipient en terre cuite, en forme de cône tronqué, à l'origine du célèbre cassoulet. Son diamètre varie de 10 cm (modèle souvenir) à 30, voire 50 cm et plus, selon le nombre de convives.

## Historique
De nos jours, elle est encore fabriquée artisanalement à Issel, près de Castelnaudary. Selon la confrérie du cassoulet, on fabrique des cassoles à Issel depuis 1377, date à laquelle s'y installe un potier italien qui produit des ustensiles ménagers, dont les oules (marmites destinées à bouillir devant le feu). C'est pourquoi on appelle parfois « oula » le récipient dans lequel mijote le cassoulet. Le nom même du cassoulet dérive de la cassole.

## Fabrication
Elle est fabriquée d'un mélange de terre argilo-calcaire du Lauragais et de terre réfractaire non calcaire silico-alumineuse provenant des terres d'Issel, de Saint-Papoul ou de Revel, qui en assure la solidité face aux chocs thermiques. La cassole est ensuite vernie intérieurement pour en garantir l'étanchéité.
La terre cuite se distingue des métaux par sa capacité à agir comme un isolant thermique, permettant ainsi une cuisson lente et uniforme tout en évitant les surchauffes localisées, notamment le long des parois.
Cet ustensile, résistant au feu, est conçu pour supporter les températures élevées du four ou de la cheminée sans se fissurer, nécessitant ainsi un savoir-faire spécifique des potiers de l'époque. Ces derniers devaient maîtriser les propriétés des différentes argiles, adopter des techniques de cuisson adaptées et produire des cassoles capables de résister à la chaleur.

## Parenté
Pour la cuisson voir aussi la daubière.
La cassole est un récipient dont la forme rappelle beaucoup celle de la telle, bien que celle-ci dispose d'anses et de becs verseurs puisque destinée à une activité laitière.